# Prasinocyma adornata
Prasinocyma adornata är en fjärilsart som beskrevs av Louis Beethoven Prout 1915. Prasinocyma adornata ingår i släktet Prasinocyma och familjen mätare. Inga underarter finns listade i Catalogue of Life.